# Ni más ni menos
|  |

El aguafuerte Ni más ni menos es un grabado de la serie Los Caprichos del pintor español Francisco de Goya. Está numerado con el número 41 en la serie de 80 estampas. Se publicó en 1799.

## Interpretaciones de la estampa
Existen varios manuscritos contemporáneos que explican las láminas de los Caprichos. El que se encuentra en el Museo del Prado se tiene como autógrafo de Goya, pero parece más bien despistar y buscar un significado moralizante que encubra significados más arriesgados para el autor. Otros dos, el que perteneció a Ayala y el que se encuentra en la Biblioteca Nacional, realzan la parte más escabrosa de las láminas.
- Explicación de esta estampa del manuscrito del Museo del Prado: Hace bien en retratarse: así sabrán quien es los que no le conozcan ni hayan visto.[2]

- Manuscrito de Ayala: Hace bien en retratarse el Sr. Golilla. Así sabrán quien es los que no le hayan visto.[2]

- Manuscrito de la Biblioteca Nacional: Un animal que se hace retratar, no dejará de parecer por eso animal, aunque se le pinte con su golilla y afectada gravedad.[2]

## Las estampas de Asnerías
- Capricho n.º 37: ¿Si sabrá más el discípulo?
- Capricho n.º 38: ¡Bravísimo!
- Capricho n.º 39: Hasta su abuelo
- Capricho n.º 40: ¿De qué mal morirá?
- Capricho n.º 41: Ni más ni menos
- Capricho n.º 42: Tú que no puedes